# Mercedes Gallego
Mercedes Gallego (Sabadell, 4 de juliol de  1970) és una periodista sabadellenca, autora especialitzada en política internacional i la cobertura de conflictes, guerres i desastres naturals. Ha treballat com a corresponsal estrangera  per a diversos diaris espanyols des de 1994. Al 2003, va ser l'única dona espanyola que va participar en el programa de periodistes encastats que van acompanyar les tropes dels Estats Units durant la invasió de l'Iraq. La seva experiència com a dona periodista a l'Iraq va quedar plasmada en el seu llibre Més enllà de la batalla: Una corresponsal de guerra a l'Iraq. En ell l'autora denuncia els abusos sexuals dels quals va ser testimoni en el si de les forces armades nord-americanes. Gallego també va ser coautora del documental titulat Rape in the Ranks: the Enemy Within al costat de la reportera belga Pascal Bourgaux (2009). Actualment és corresponsal del Grup Vocento als Estats Units i participa freqüentment al programa “Pura Política” del Canal NY1 Notícies com a comentarista polític.

## Biografia
Mercedes Gallego va néixer el 4 de juliol de 1970 a Sabadell (Barcelona) i va créixer a Jerez de la Frontera (Cadis), Espanya. Al 1994 es va llicenciar en Ciències de la informació per la branca de Periodisme a la Universitat Complutense de Madrid.

### Carrera periodística
Gallego va començar la seva carrera a Madrid com a reportera per a revistes de música i estacions de ràdio comunitàries. Al 1991 va treballar als Estats Units per primera vegada, com a reportera per al diari hispà Temps Llatí de San Francisco (Califòrnia).
Després de completar la seva llicenciatura en periodisme a la Universitat Complutense de Madrid, es va traslladar a Mèxic, on va treballar per a diversos periòdics i canals televisius punt mexicans com a espanyols, incloent Canal22, Telecinco, Reforma, El País i El Correu. Gallego va arribar a Mèxic en 1994, un any convuls que va començar amb l'aixecament zapatista, va continuar amb una sèrie d'assassinats polítics que van estremir al país i va acabar amb la devaluació del pes que va disparar l'anomenada crisi de l'Efecte Tequila. A més d'aquests i molts altres successos de rellevància internacional, entre 1994 i 1999 va cobrir la guerrilla guatemalenca, la transició política a Nicaragua, la devastació causada per l'huracà Mitch a Hondures i el funeral del Che Guevara a Cuba.
Durant els bombardejos de Kosovo de 1999, Gallego va ser transferida a Nova York com a corresponsal cap del Grup Vocento als Estats Units. Allí va ser testimoni dels atacs de l'11 de setembre de 2001, la invasió de l'Iraq en el 2003, l'huracà Katrina en el 2005, el terratrèmol d'Haití en el 2010 i l'huracà Sandy en el 2012, entre altres esdeveniments.
Gallego va cobrir la invasió de l'Iraq en 2003 com a periodista encastada. Va ser un dels cinc periodistes internacionals assignats a la 1.ª Divisió de Marines. Els altres quatre representaven a The New York Times, Los Angeles Times i NPR. Un dels fruits d'aquesta experiència és el seu llibre Més enllà de la batalla: Una corresponsal de guerra a l'Iraq. És una narrativa crua que exposa els abusos sexuals dins de l'Exèrcit nord-americà. Va ser publicat quatre mesos abans que el Congrés dels Estats Units requerís al Pentágono investigar l'assumpte oficialment. El llibre està dedicat al seu col·lega i gran amic Julio Anguita Parrado, qui va morir mentre cobria la invasió de l'Iraq en 2003. L'experiència de Gallego també va ser reflectida en el llibre Embedded de Bill Katovsky i Timothy Carlson (2004). Des de llavors, Gallego treballa incansablement per denunciar les violacions dels drets humans davant l'opinió pública. Per aquests treballs ha rebut premis de Radi Intereconomía, El País i l'Associació Missatgers de la Pau, a més d'un esment especial en els premis de periodisme de la Fundació Miguel Gil Moreno. Al 2009, va ser coautora del documental titulat Rape in the Ranks: The Enemy Within per France2 Télévision al costat de la reportera belga Pascal Bourgaux. El documental de 30 minuts va rebre el Remi de Bronze en el Annual World Fest-Houston International Film Festival del 2009 i la distinció de Millor Documental de Recerca en el New York International Independent Film and Video Festival del 2010.
Gallego ha ofert nombroses conferències en universitats punt espanyoles com a nord-americans i participa sovint com a comentarista política en taules rodones i programes de televisió internacionals. També ha compartit l'escenari novaiorquès del Public Theater amb l'actor Tim Robbins per discutir la seva obra teatral Embedded. Gallego ha estat entrevistada per a NBC Telemundo, Telemadrid, Telecinco, Antena 3, CNN+, ABC, El Periódico de Catalunya i El Nuevo Herald, entre altres mitjans, i el seu treball ha estat citat i ressenyat per molts altres autors i periodistes. Actualment treballa a Nova York com a corresponsal dels 13 periòdics del Grup Vocento, que arriben a més de 5 milions de lectors a Espanya. També participa freqüentment com a comentarista polític al programa “Pura Política” del canal NY1 Notícies.

## Obra
A més d'escriure diàriament en periòdics i blogs, Mercedes Gallego és autora d'un llibre i un documental sobre els abusos sexuals en l'Exèrcit nord-americà:
- Gallego, Mercedes. Més enllà de la batalla: Una corresponsal de guerra a l'Iraq. Madrid: Temes D'Avui, 2003.

- Rape in the Ranks: The Enemy Within. Dirigit per Pascal Bourgaux; Guió de Pascal Bourgaux i Mercedes Gallego. France2, 2009.

També ha col·laborat amb altres autors en treballs sobre la Guerra de l'Iraq:
- Albertini, Stefano, Carlos Fresneda, i Ana Alonso. Julio Anguita Parrado: Batalla sense medalla. Madrid, Espanya: Foca, 2004.

- Katovsky, Bill i Timothy Carlson. Embedded: The Media at War in Iraq. Guilford, CT: Lyons, 2003.

- Ericson, Patrick i Juan Ramón Galvez. Fosqueja a l'Iraq. Madrid, Espanya: Guadalturia, 2010.

## Premis i reconeixements
Mercedes Gallego ha rebut diversos premis prestigiosos per la seva labor periodística. En 2003, va ser guardonada per Ràdio Intereconomía com a Millor Periodista de l'Any. En el mateix any, El País li va atorgar el Premi Ortega y Gasset especial que va compartir amb altres destacats corresponsals de guerra. En 2004, va rebre la Ploma de la Pau, atorgada per l'Associació Missatgers de la Pau. També va obtenir un Esment del Jurat en els Premis de Periodisme de la Fundació Miguel Gil Moreno en el 2007. Per la seva banda, el documental Rape in the Ranks: The Enemy Within va rebre el Remi de Bronze en el Annual World Fest-Houston International Independent Film Festival del 2009 i la distinció de Millor Documental de Recerca en el New York International Film and Video Festival del 2010.